# Круїз, або Розлучна подорож
«Круїз або розлучна подорож» — радянський художній фільм 1991 року, знятий режисером Оксаною Байрак.

## Сюжет
Забавна історія подружжя, яке вирішило розлучитися. На прощання герої відправляються в закордонний круїз. Море, музика… Жінка зустрічає чоловіків, які претендують на місце в її минулому. Це викликає палкі ревнощі чоловіка — і любов, що заснула, знову оживає…

## У ролях
- Арніс Ліцитіс — Олег Капустін
- Олена Борзова — Світлана Капустіна
- Бадрі Какабадзе — Іларіон Гобелія
- Регіна Бистрякова — Неля
- Оксана Стеценко — Маргарита Кремнєва
- Анатолій Дяченко — Микола Загорулько
- Олександр Пархоменко — Єпібегов
- Олексій Гончаренко — Кока
- Костянтин Шафоренко — Веня
- Всеволод Гаврилов — румун
- Гунтіс Пілсумс — преферансист
- Едуард Поліщук — преферансист
- Борис Зеленецький — преферансист
- Віталій Мироненко — преферансист
- Сергій Улицький — Васюков
- Оксана Байрак — француженка
- Наталія Балієва — Лілія
- Лев Перфілов — лікар
- Ш. Балакішиєв — епізод
- Руслана Писанка — епізод
- Ярослав Бойко — Голубенко
- Вікторія Малекторович — Голубенко
- Олександр Даруга — музикант
- Т. Ісмаїлов — епізод

## Знімальна група
- Режисер — Оксана Байрак
- Сценарист — Валентин Азерников
- Оператор — Олександр Копєйкін
- Композитор — Володимир Бистряков
- Художник — Віталій Лазарев